# Rävhaj
Rävhaj (Alopias vulpinus) är en hajart som beskrevs av Bonnaterre år 1788. Det är den största arten inom släktet rävhajar, som hör till familjen håbrandsartade hajar.

## Utseende
Rävhajen kan bli från 2,5 meter upp till omkring 6 meter lång och väga 450 kilogram. Ett kännetecken för arten är att stjärtfenan är påtagligt utdragen, så att den kan vara nästan lika lång som hajens kropp. Den är mörkblå till svart på ovansidan och ljus på buken.

## Utbredning
Rävhajen finns i de flesta tropiska till tempererade hav; i Stilla havet, Atlanten, Indiska oceanen och Medelhavet. I skandinaviska farvatten förekommer rävhajen upp till Nordsjön och mellersta Norge. Den går sällsynt in i Skagerack och Kattegatt.

## Ekologi
Arten är en pelagisk haj som framför allt lever på stimfiskar. Den tar också bläckfisk. Den stora stjärtfenan används som ett vapen för att bedöva bytet. Arten lever ner till över 500 meters djup, men går vanligtvis inte mycket djupare än 100 m.

### Fortplantning
Rävhajen föder mellan 2 och 4 levande ungar. De är mycket stora vid födseln, från 120 till 150 cm.